# Sphaerobothris
Sphaerobothris är ett släkte av skalbaggar. Sphaerobothris ingår i familjen praktbaggar.
Kladogram enligt Catalogue of Life:
| Sphaerobothris | \| \| Sphaerobothris platti \| \| \| \| \| \| Sphaerobothris ulkei \| \| \| \| |
|                | \| \| Sphaerobothris platti \| \| \| \| \| \| Sphaerobothris ulkei \| \| \| \| |
|                | Sphaerobothris platti                                                          |
|                |                                                                                |
|                | Sphaerobothris ulkei                                                           |
|                |                                                                                |